# Suleman Ambaye
Suleman Ambaye (nascido em 11 de setembro de 1935) é um ex-ciclista etiopiano. Defendeu as cores da Etiópia em duas provas do ciclismo de estrada nas Olimpíadas de Tóquio 1964.